# Liste der Fernstraßen in Marokko

Karte der Fernstraßen in Marokko

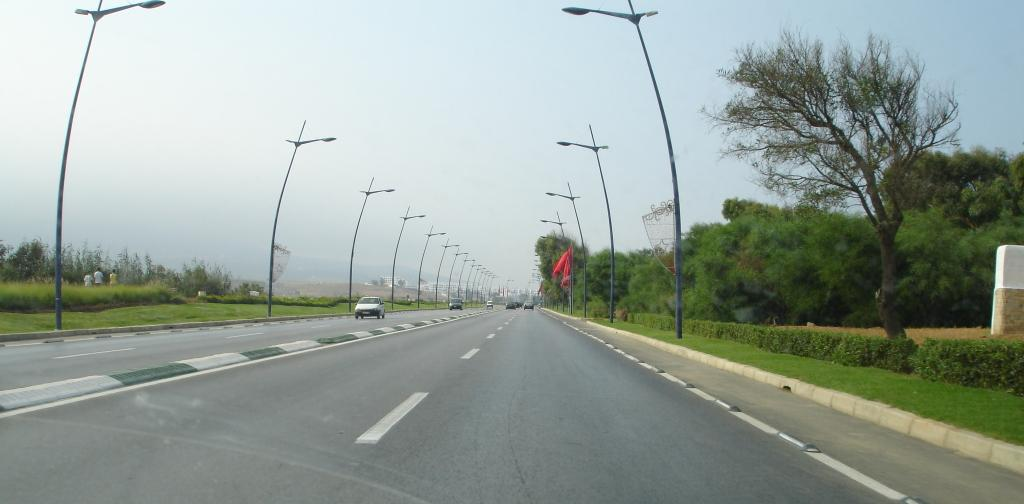
Die marokkanische Nationalstraße N2

Diese Liste zeigt Straßen in Marokko auf. Es gibt neben den Autobahnen in Marokko drei Typen von Straßen
- Nationalstraßen sind gekennzeichnet mit N, gefolgt von einer ein- bis zweistelligen Nummer, dieses Netz umfasst eine Länge von 9.813 km
- Regionalstraßen sind gekennzeichnet mit R, gefolgt von einer dreistelligen Ordnungsnummer, dieses Netz umfasst eine Länge von 9.221 km
- die Provinzial-Straßen sind gekennzeichnet mit P, gefolgt von einer vierstelligen Ordnungsnummer, dieses Netz umfasst eine Länge von 22.068 km.

## Nationalstraßen
| Kurz | Name | Verlauf                                        | Länge   |
| ---- | ---- | ---------------------------------------------- | ------- |
|      | N1   | Tanger – Ad-Dakhla (– La Gouira)               | 2525 km |
|      | N1A  | Larache – Ksar El Kébir                        | 35 km   |
|      | N1B  | N1 (Ad-Dakhla) – Ad-Dakhla-Zentrum             | 42 km   |
|      | N2   | Tanger – Ahfir                                 | 545 km  |
|      | N3   | Ad-Dakhla – Aousserd                           | 215 km  |
|      | N4   | Kenitra – Fès                                  | 160 km  |
|      | N5   | Laâyoune – Guelta Zemmur                       | 259 km  |
|      | N6   | Rabat – Oujda (Grenze zu Algerien)             | 541 km  |
|      | N7   | Sidi Smaïl – Marrakesch                        | 184 km  |
|      | N7A  | Safi – Ouled Dlim                              | 108 km  |
|      | N8   | Agadir – Fès                                   | 756 km  |
|      | N9   | Marrakesch – Mhamid                            | 464 km  |
|      | N10  | Agadir – Bouarfa                               | 980 km  |
|      | N11  | Berrechid – Beni-Mellal                        | 165 km  |
|      | N11A | Agadir – Tamait Izder (A3)                     | 17 km   |
|      | N12  | Sidi Ifni – Rissani (Moulay Ali Chérif)        | 985 km  |
|      | N13  | Fnideq – Taouz                                 | 684 km  |
|      | N14  | El Aaiún – Al Mahbass                          | 455 km  |
|      | N15  | Midelt – Melilla                               | 350 km  |
|      | N16  | Tanger – Saidia                                | 507 km  |
|      | N17  | Oujda – Figuig                                 | 372 km  |
|      | N17A | Rissani – Taouz                                | 63 km   |
|      | N17B | Smara – Amgala                                 | 91 km   |
|      | N17C | Guelta Zemmoud – Grenze zu Mauretanien         | 32 km   |
|      | N17D | Mijek – Grenze zu Mauretanien                  |         |
|      | N17E | Aghouinite – Grenze zu Mauretanien (Nordosten) | 20,5 km |
|      | N17F | Aghouinite – Grenze zu Mauretanien (Süden)     | 106 km  |
|      | N18  | Nummer nicht vergeben                          | -       |
|      | N19  | Nador – Tendrara                               | 291 km  |
|      | N20  | Nummer nicht vergeben                          | -       |
|      | N21  | Sidi Ifni – Assa                               | 163 km  |
|      | N22  | Nummer nicht vergeben                          | -       |
|      | N23  | Bouznika – Ouarzazate                          | 464 km  |
|      | N24  | Nummer nicht vergeben                          | -       |
|      | N25  | Rabat – Demnate                                | 419 km  |
|      | N26  | Nummer nicht vergeben                          | -       |
|      | N27  | Moulay Bousselham – Mèknes                     | 152 km  |
|      | N28  | Nummer nicht vergeben                          | -       |
|      | N29  | Kassita (Al Hoceïma) – Ezzhiliga               | 607 km  |